# Steve Wynn (compositeur)
Pour les articles homonymes, voir Steve Wynn.
Steven Lawrence Wynn (né le 21 février 1960 à Los Angeles) est un chanteur, musicien et auteur-compositeur américain.

## Carrière
Wynn joue dans son premier groupe The Light Bulbs à 9 ans puis un autre groupe, Sudden Death Overtime, un an plus tard alors qu'il va à l'Emerson Junior High School. Il s'inscrit à l'university High School (Los Angeles) avec ses camarades de classe Darby Crash et Pat Smear qui formeront plus tard les Germs. Il quitte Los Angeles pour l'université de Californie à Davis en 1977.
Wynn joue de la guitare dans le groupe Suspects, basé à Davis, dont les membres comprenaient la chanteuse Kendra Smith (avec qui il fondera The Dream Syndicate), ainsi que Russ Tolman et Gavin Blair (qui formeront True West). En 1979, Suspects sort un single, Talking Loud/It's Up to You. Le groupe reste actif jusqu'en 1981.
Après la dissolution de Suspects, Wynn forme le trio 15 Minutes avec deux membres d'Alternate Learning, la bassiste Carolyn O'Rourke et le batteur Eric Landers. Avec 15 Minutes, Wynn écrit et produit en 1981 le single That's What You Always Say/Last Chance For You, qu'il conçoit avec le leader d'Alternate Learning, Scott Miller (en). La face A, That's What You Always Say sera interprétée par The Dream Syndicate.
Après que Wynn est retourné à Los Angeles, alors qu'il répète dans un groupe appelé Goat Deity (avec les futures sœurs de Wednesday Week, Kelly et Kristi Callan), Wynn rencontre Karl Precoda, qui avait répondu à une annonce pour un bassiste, et les deux forment un nouveau groupe, avec Precoda passant à la guitare. Smith se joint à la basse et fait appel au batteur Dennis Duck (Mehaffey), qui avait joué dans le groupe à succès local Human Hands, basé à Pasadena. Duck suggère le nom Dream Syndicate en référence à l'ensemble expérimental new-yorkais de La Monte Young du début des années 1960 (mieux connu sous le nom de Theatre of Eternal Music), dont les membres comprennent John Cale et Tony Conrad.
L'EP éponyme de The Dream Syndicate sort sur le propre label de Wynn, Down There Records. Il signe quelques mois plus tard chez Slash Records avec il enregistre The Days of Wine and Roses. Au printemps 1983, le groupe fait une tournée aux États-Unis avec U2 pendant trois semaines puis signe avec A&M Records. Il enregistre son deuxième album Medicine Show avec Sandy Pearlman puis part en tournée aux États-Unis pendant huit semaines avec R.E.M. avant de se lancer dans sa première tournée européenne. Des changements de line-up suivent avec les albums Out of the Grey et Ghost Stories et de nombreuses tournées avant la séparation du groupe en 1988.
Alors qu'il est populaire auprès des critiques et a une influence sur d'autres musiciens, Dream Syndicate n'a pas de succès commercial. Le groupe établit la base de fans sur laquelle Wynn construit sa carrière solo.
Wynn dissout The Dream Syndicate en 1989 pour se redéfinir et depuis sort un certain nombre d'albums solo explorant divers styles musicaux. Son premier album solo, Kerosene Man (sur lequel joue le bassiste de Dream Syndicate Mark Walton) comprend un duo avec Johnette Napolitano de Concrete Blonde, accompagné du bassiste Fernando Saunders, du batteur D. J. Bonebrake du groupe punk de Los Angeles X, Howe Gelb de Giant Sand et le saxophoniste Steve Berlin de Los Lobos. Peter Buck, de R.E.M., joue sur le suivant, Dazzling Display, et co-écrit la chanson titre. Après Fluorescent en 1994, il quitte Los Angeles pour New York. Le soutien sur Melting in the Dark (1996) est fourni par le groupe de Boston Come.
En 1997, Wynn enregistre Sweetness and Light à Hoboken, New Jersey avec Rich Gilbert, Armistead Wellford et Linda Pitmon. Le disque marque également la première collaboration avec le producteur/ingénieur John Agnello.
Here Come the Miracles, en 2001, remporte le prix de l'American Association of Independent Music pour le meilleur album rock alternatif en 2002. Le disque est le premier des trois albums, plus tard connus sous le nom de Desert Trilogy, que Wynn réalise à Tucson aux Wavelab Studios avec le producteur/ingénieur et propriétaire du studio Craig Schumacher. Il tourne ensuite ces albums dans les années suivantes avec son groupe The Miracle 3, composé de Jason Victor, Dave DeCastro et Linda Pitmon, souvent augmenté en concert et en studio par Chris Cacavas (Green on Red, The Dream Syndicate) aux claviers. Erik Van Loo, originaire et résident néerlandais, remplace DeCastro lors de plusieurs tournées et sur l'album Live Tick de 2006, enregistré à Geislingen, en Allemagne.
La chanson Amphetamine de Wynn de Static Transmission est réenregistrée par les acteurs du film College Rock Stars et interprétée dans son intégralité dans le film sorti en 2009.
En 1985, Wynn écrit une collection de chansons avec Dan Stuart de Green on Red, et les enregistre et publie sous le nom de Danny & Dusty, The Lost Weekend. Les deux se réunissent en 2007 pour un deuxième album, Cast Iron Soul, suivi de deux tournées en Europe.
Dans les années 1990, il fait partie du supergroupe indépendant Gutterball avec Stephen McCarthy de The Long Ryders, Bob Rupe de The Silos et Cracker, ainsi que Bryan Harvey et Johnny Hott de House of Freaks. Le groupe enregistre et sort trois albums et fait de nombreuses tournées en Europe entre 1993 et 1995.
Le double CD From a Man of Mysteries: A Steve Wynn Tribute est produit par le label allemand Blue Rose en 2004 et présente les chansons de Wynn interprétées par Concrete Blonde, the Silos, Chuck Prophet, The Minus 5, Russ Tolman de True West et d'autres.
En 2007, Wynn forme The Baseball Project avec Scott McCaughey, Peter Buck et Linda Pitmon. Le premier album du groupe, Volume 1: Frozen Ropes and Dying Quails, sort en avril suivant avec leur première performance live au Late Show with David Letterman. Le groupe continue à faire quatre albums sur le sport, ajoutant plus tard Mike Mills de R.E.M. à la programmation.
L'album Crossing Dragon Bridge, enregistré à Ljubljana, en Slovénie et produit par Chris Eckman de The Walkabouts, sort en 2008.
Wynn est embauché par le réalisateur norvégien de cinéma et de télévision Øystein Karlsen pour écrire la musique et fournir la bande originale de la quatrième et dernière saison de la série Dag, puis le réembauche pour la première saison d’Exit, qui était l'émission la plus vue en streaming de Norvège.
The Dream Syndicate se reforme en 2012 pour une série de concerts en Europe et aux États-Unis. Ils continue à tourner sporadiquement au cours des années suivantes et entre en studio en 2017 pour enregistrer son premier album sur du nouveau matériel depuis la reformation. L'album, How Did I Find Myself Here?, sort le 8 septembre 2017 sur le label ANTI-. En 2019, Dream Syndicate sort son deuxième album depuis sa reformation, These Times. Un album plus improvisé, The Universe Inside, suit en 2020.

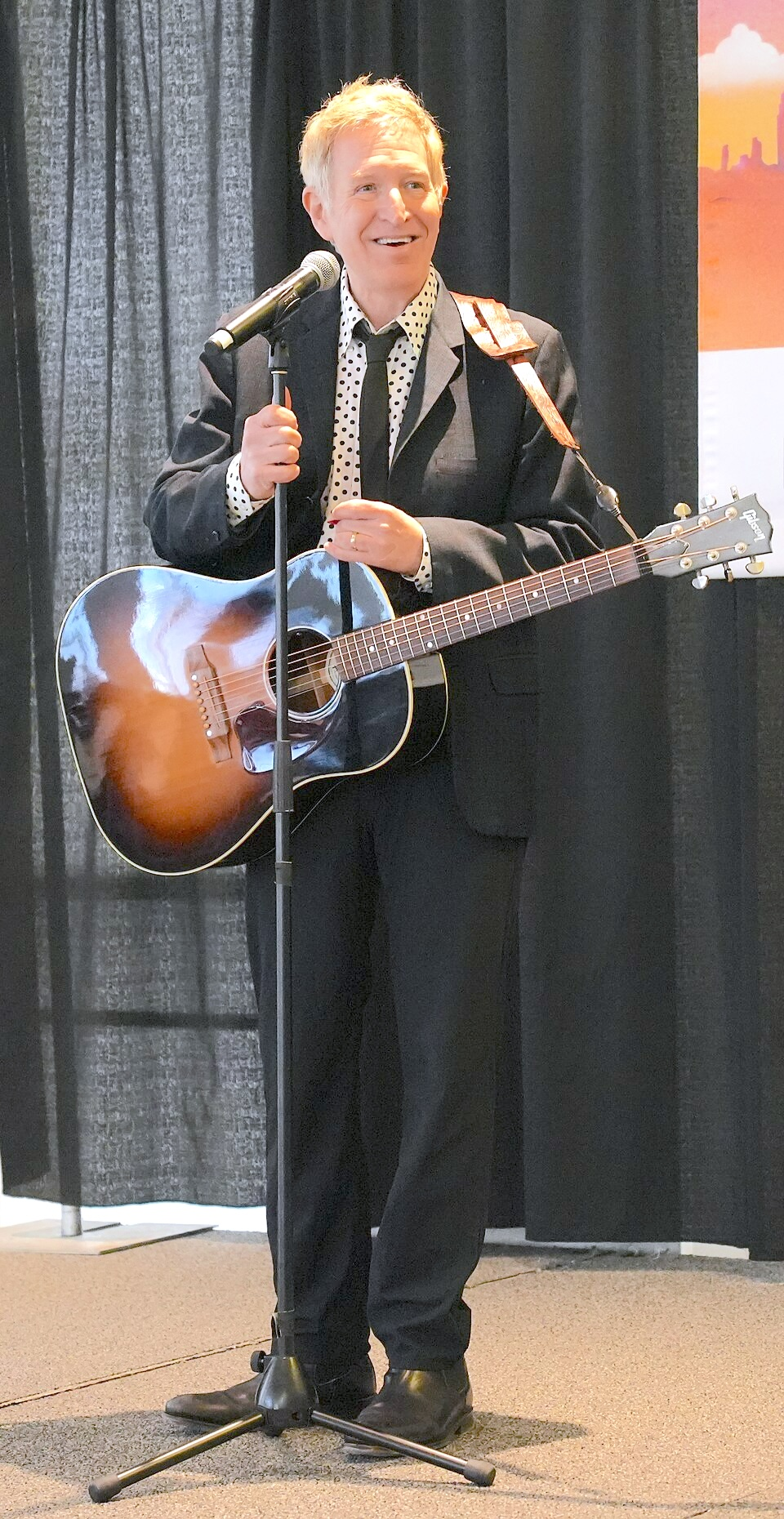
Steve Wynn 2025

En 2020, Real Gone Music sort Decade, un coffret de 11 CD contenant tous les albums officiels que Wynn a sortis au cours de ses 10 premières années de vie à New York, ainsi que 57 morceaux inédits de démos et de raretés.

## Discographie
Albums solos
- Kerosene Man (1990)
- Dazzling Display (1992)
- Fluorescent (1994)
- Melting in the Dark (1995)
- Sweetness and Light (1997)
- My Midnight (1999)
- Momento (2000) with Australian Blonde (Spain)
- Here Come the Miracles (2001)
- Live in Bremen (2008)
- Crossing Dragon Bridge (2008)
- Live in Brussels (avec le Dragon Bridge Orchestra) (2009)
- Solo! Electric vol.1 (2015)
- Solo! Acoustic vol. 1 (2020)
- Decade (box set) (2020)
- Make It Right (2024)